# عضل قزم
العضل القزم ينتشر من المغرب حتى فلسطين وشبه الجزيرة العربية.